# Elizabeth Magie
Elizabeth Magie Phillips (rođena 1866. u Macombu, Illinois, SAD, umrla 1948. u Arlington County, Virginia) bila je američka dizajnerica igara, spisateljica i feministica. Ona je tvorac društvene igre "The Landlord's Game," koja je poslužila kao preteča današnjem Monopolyju.
Njezin otac James Magie bio je izdavač novina i abolicionist koji je pratio Abrahama Lincolna u njegovim političkim putovanjima po Illinoisu. U ranim 1880-ima radila je kao stenografkinja i bavila se pisanjem priča, poezije, glumom i inženjerstvom. Također je radila kao reporterka 1906. godine.
Stvorila je društvenu igru koja je odražavala njezine političke stavove temeljene na teorijama Henryja Georgea. "The Landlord's Game" je prvotno imala dva skupa pravila: anti-monopolističku verziju, u kojoj su svi nagrađivani kako se bogatstvo povećava, i monopolističku verziju, u kojoj je cilj bio individualno nakupljanje bogatstva i bankrotiranje protivnika. Njezina je namjera bila pokazati moralnu superiornost suradnje nad natjecanjem. 5. siječnja 1904. godine, Ured za patente i žigove Sjedinjenih Američkih Država dodijelio joj je patent broj 748626 za ovu igru.
Godine 1910. udala se za Alberta Phillipsa i zajedno su se preselili na istočnu obalu SAD-a. 1924. godine patentirali su modificiranu verziju igre, dobivši patent broj 1,509,312. Budući da je originalni patent istekao 1921. godine, ovo je viđeno kao pokušaj povratka kontrole nad igrom koja je postala popularna među studentima.
1932. godine tvrtka Parker Brothers, koja je objavljivala Monopoly, otkupila je njezine patente za 500 dolara.
Njezin doprinos stvaranju Monopolyja slučajno je otkriven kada je 1973. godine profesor ekonomije Ralph Anspach započeo dugotrajnu pravnu bitku s tvrtkom Parker Brothers zbog svoje igre "Anti-Monopoly." Tijekom suđenja, otkrio je Magieove patente.